# Vugava
Vugava vrsta bijelog vina koja jedino raste na otoku Visu. Odlikuje se divnom prirodnom zlatožutom bojom. Miris joj je ugodan, sortni, dubok i pun.
Stručnjaci ga preporučuju servirati uz ribu, školjke, salate od plodova mora te uz lagana jela od bijelog pilećeg mesa.
Negdje ju zovu i Bugava.

## Poznate vinarije koje ju proizvode
Vinarija Lipanović, Vis.
Vinarija Stina, Brač.

## Vanjske poveznice
Vugava na Vinopediji  Arhivirana inačica izvorne stranice od 2. travnja 2015. (Wayback Machine)